# NGC 3054

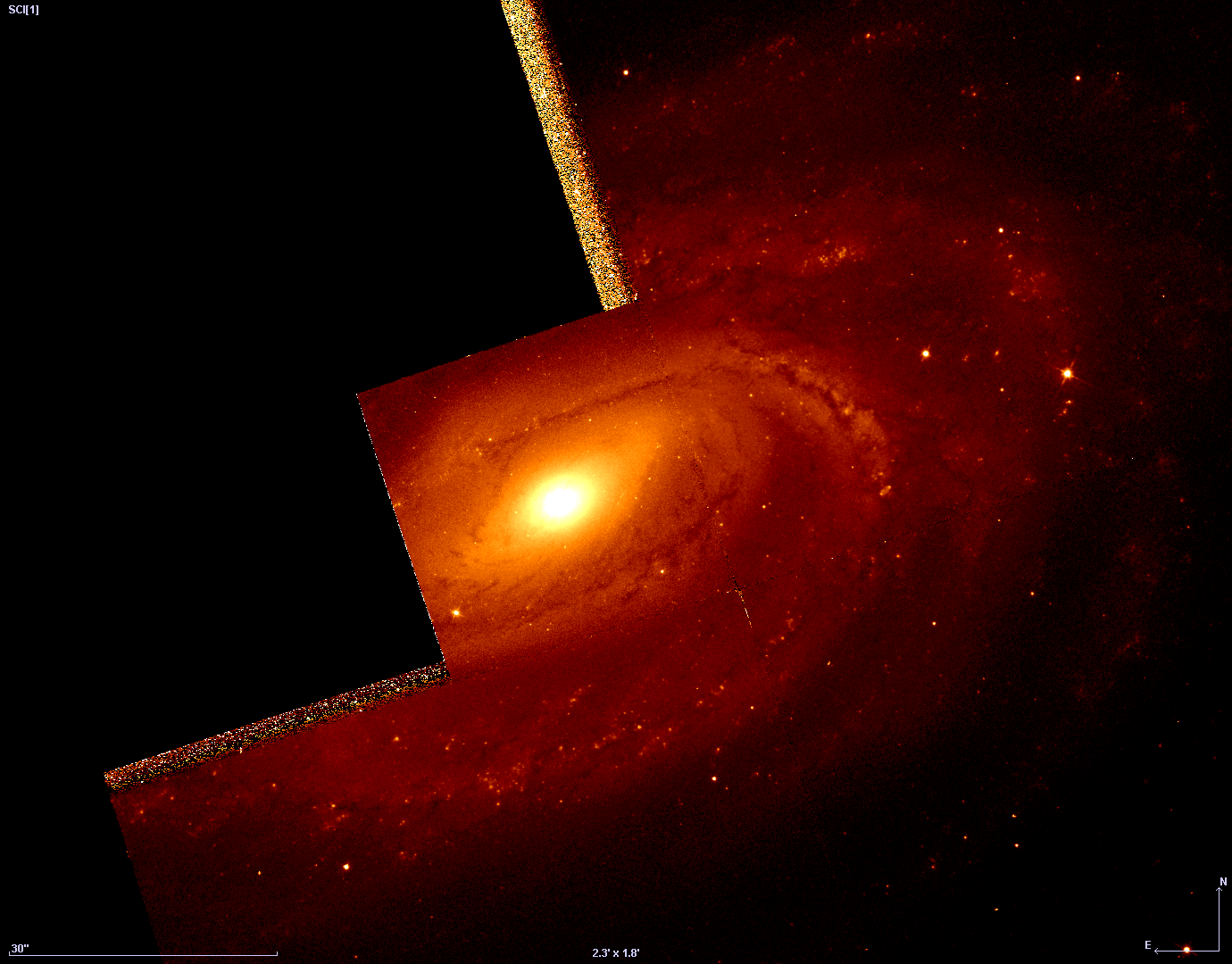
NGC 3054 par le télescope spatial Hubble.

NGC 3054 est une galaxie spirale intermédiaire située dans la constellation de l'Hydre. NGC 3054 a été découverte par l'astronome américain Christian Peters en 1859.

## Caractéristiques
La classe de luminosité de NGC 3054 est II et elle présente une large raie HI. Elle renferme peut-être des régions d'hydrogène ionisé.

### Distance
Sa vitesse par rapport au fond diffus cosmologique est de 2 758 ± 24 km/s, ce qui correspond à une distance de Hubble de 40,7 ± 2,9 Mpc (∼133 millions d'al).
À ce jour, 21 mesures non basées sur le décalage vers le rouge (redshift) donnent une distance de 29,733 ± 8,918 Mpc (∼97 millions d'al), ce qui est à l'intérieur de la distance de Hubble. Notons cependant que c'est avec la valeur moyenne des mesures indépendantes, lorsqu'elles existent, que la base de données NASA/IPAC calcule le diamètre d'une galaxie et qu'en conséquence le diamètre de NGC 3054 pourrait être d'environ 59,2 kpc (∼193 000 al) si on utilisait la distance de Hubble pour le calculer.

### Brillance de surface
En raison d'une brillance de surface égale à 14,20 mag/am2, on peut qualifier NGC 3054 de galaxie à faible brillance de surface (LSB en anglais pour low surface brightness). Les galaxies LSB sont des galaxies diffuses (D) avec une brillance de surface inférieure de moins d'une magnitude à celle du ciel nocturne ambiant.

## Supernova
Deux supernovas ont été découvertes dans NGC 3054 : SN 2004de et SN 2006T.

### SN 2004de
Cette supernova a été découverte le 15 juillet 2004 par l'astronome amateur sud africain Berto Monard. Le type de cette supernova n'a pas été déterminé.

### SN 2006T
Cette supernova a aussi été découverte par Berto Monard le 30 janvier 2006. Cette supernova était de type IIb.

## Groupe de NGC 3054
NGC 3054 est la galaxie la plus brillante d'un groupe de galaxies d'au moins neuf membres qui portent son nom. Outre NGC 3054, le groupe de NGC 3054 comprend : NGC 3051, NGC 3078, NGC 3084, NGC 3089, IC 2531, IC 2537, ESO 499-26 et ESO 499-32.